# Kristijan Lovrić
Kristijan Lovrić (ur. 1 grudnia 1995 w Ogulinie) – chorwacki piłkarz, występujący na pozycji skrzydłowego w chorwackim klubie NK Osijek.

## Kariera klubowa
Wychowanek NK Ogulin. Juniorską karierę spędził głównie w tym klubie, poza dwoma sezonami 2007/2008 oraz 2012/2013, kiedy to reprezentował barwy NK Karlovac. W swojej karierze grał także w takich zespołach, jak NK Bela Krajina, NK Ogulin, NK Kustošija, NK Lokomotiva oraz NK Lučko. Do zespołu z Velikiej Goricy przeniósł się przed sezonem 2018/2019 podpisując kontrakt, który obowiązywał do końca sezonu. Pod koniec kontraktu klub przedłużył z nim umowę do maja 2022.

## Życie prywatne
Jego narzeczoną jest piłkarka, reprezentantka Chorwacji Monika Conjar. Lovrić posiada tatuaże z jej podobizną na rękach.

## Sukcesy
- HNK Gorica
  - Arena Cup: 2020